# Karü
Karü is een historisch Duits merk van motorfietsen.
Karü: Stockdorfer Motorenwerk AG, Stockdorf bei München (1922-1924). 
De naam Karü kwam van dr. Karl Rühmer, in wiens fabriek later ook de SMW-motoren gebouwd zouden worden. De Karü-motoren hadden twee verschillende tweecilinder boxermotoren: de in licentie door Karü gebouwde Bosch-Douglas 398 cc en de BMW 492 cc. 
- Karl Rühmer had eerder al de Helios-motorfiets ontwikkeld, en produceerde ook motorfietsen onder de namen KR en, zoals gezegd, SMW.